# 18426 Маффей
18426 Маффей (18426 Maffei) — астероїд головного поясу, відкритий 18 грудня 1993 року.
Тіссеранів параметр щодо Юпітера — 3,516.